# Henriette Violon-Mayer
Henriette Violon-Mayer (nom usuel tchèque Henriette Mayerová) née à Jarnac le 11 mai 1901 morte à Prague le 5 mai 1945), est une institutrice française, installée en Tchécoslovaquie depuis 1921, tuée « d’une balle tirée par une femme allemande », alors qu'elle agitait un drapeau français à sa fenêtre, le premier jour de l'Insurrection de Prague en 1945.

## Biographie
Henriette naît à Jarnac, en Charente, en 1901. Pendant la Première Guerre mondiale, alors qu'elle est jeune boulangère chez Chevaleyre (place de l'église), elle rencontre son futur époux tchécoslovaque, Antonín Mayer (ou Anton), stationné dans sa ville en 1918. Il faisait partie des prisonniers tchèques et slovaques, retournés et prêts à combattre dans les rangs des forces de l’Entente. Antonín Mayer, lui, est dans le 22e régiment des chasseurs tchécoslovaques, formé en avril 1918.
Ils se marient en 1921, et Henriette s'installe dans la famille bourgeoise de son époux, à Prague. Elle prend des cours de peinture avec Josef Vízner (cs). Travaille en tant qu'institutrice au lycée français de Prague-Dejvice à partir de 1927. D'abord en maternelle, puis en 1929, à l'école primaire. On la retrouve dans les annuaires jusqu'en 1940, c'est-à-dire jusqu'à la fermeture du lycée à la suite de l'entrée de la Wehrmacht à Prague. Ensuite, on perd la trace des activités d'Henriette Violon-Mayer, jusqu'au jour de sa mort, le 5 mai 1945. 
« Pendant la révolution de 1945, alors qu’elle brandissait l’étendard français sur son balcon, elle fut tuée d’un coup de fusil par une Allemande. » Voilà ce que dit le verso d'une photographie d'Henriette retrouvée dans un annuaire du lycée français. La mairie de Jarnac rappelle qu'« on lui rendit à Prague un hommage national et un chant tchèque à la gloire de la petite Jarnacaise fut même composé en son honneur. » L'historienne Hélène Laborde, dit qu'« elle a eu des funérailles quasiment nationales en Tchécoslovaquie. Les légionnaires tchécoslovaques lui rendent hommage à l’Institut Ernest-Denis. » Ce qui laisse à penser, poursuit Hélène Laborde, « qu’elle a pu avoir un rôle dans la Résistance tchèque. […] Il faudrait trouver les archives qui en parlent. »
Elle est enterrée au cimetière Sarka.

## Hommages
- En 2010, la ville de Jarnac a inauguré une rue à son nom.
- Une plaque commémorative est apposée à Prague, rue Na baště svatého Tomáše[4], non loin de son domicile, rue Na valech. Cette plaque rappelle qu’à cet endroit, est tombé un Tchèque, lors du Soulèvement de Prague.